# Hieracium prolatatum
Hieracium prolatatum — вид квіткових рослин з родини айстрових (Asteraceae). Вид зростає в Європі: Швеція, Естонія, Латвія, Литва, північноєвропейська Росія; це багаторічна рослина.